# Pseudoscopelus lavenbergi
Pseudoscopelus lavenbergi är en fiskart som beskrevs av Melo, Walker och Klepadlo 2007. Pseudoscopelus lavenbergi ingår i släktet Pseudoscopelus och familjen Chiasmodontidae. Inga underarter finns listade i Catalogue of Life.